# 南多塞特 (英國國會選區)
南多塞特（英語：South Dorset），英國國會一郡選區，位於英格蘭西南部多塞特郡南部，包括韋茅斯-波特蘭、西多塞特東南部和珀貝克區南部。
本區創設於1885年，多數時期支持保守黨。2010年大選中自2001年以來任下議院議員、工黨的吉姆·奈特被保守黨的理查·德拉克斯以45.1%選票擊敗。